# Kyiv Express

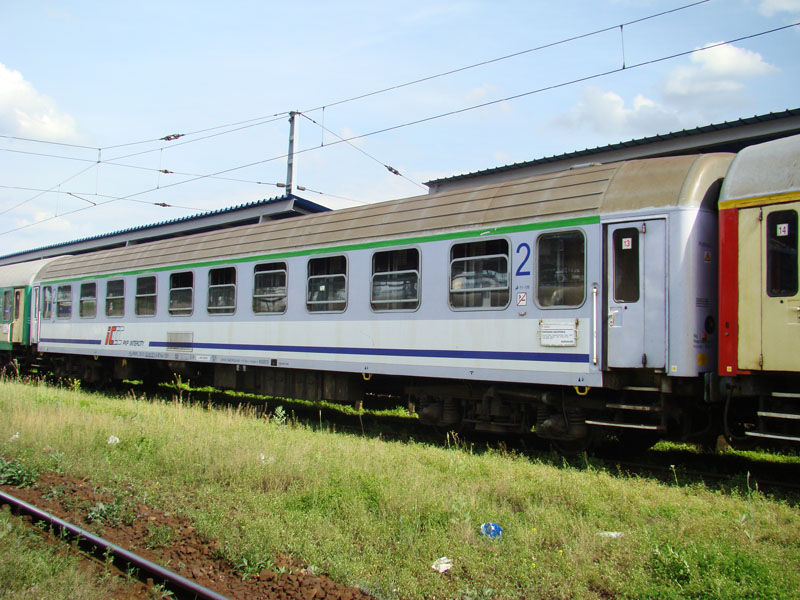
Wagon osobowy 2. klasy typu 141A włączony w skład pociągu Kyiv-Express

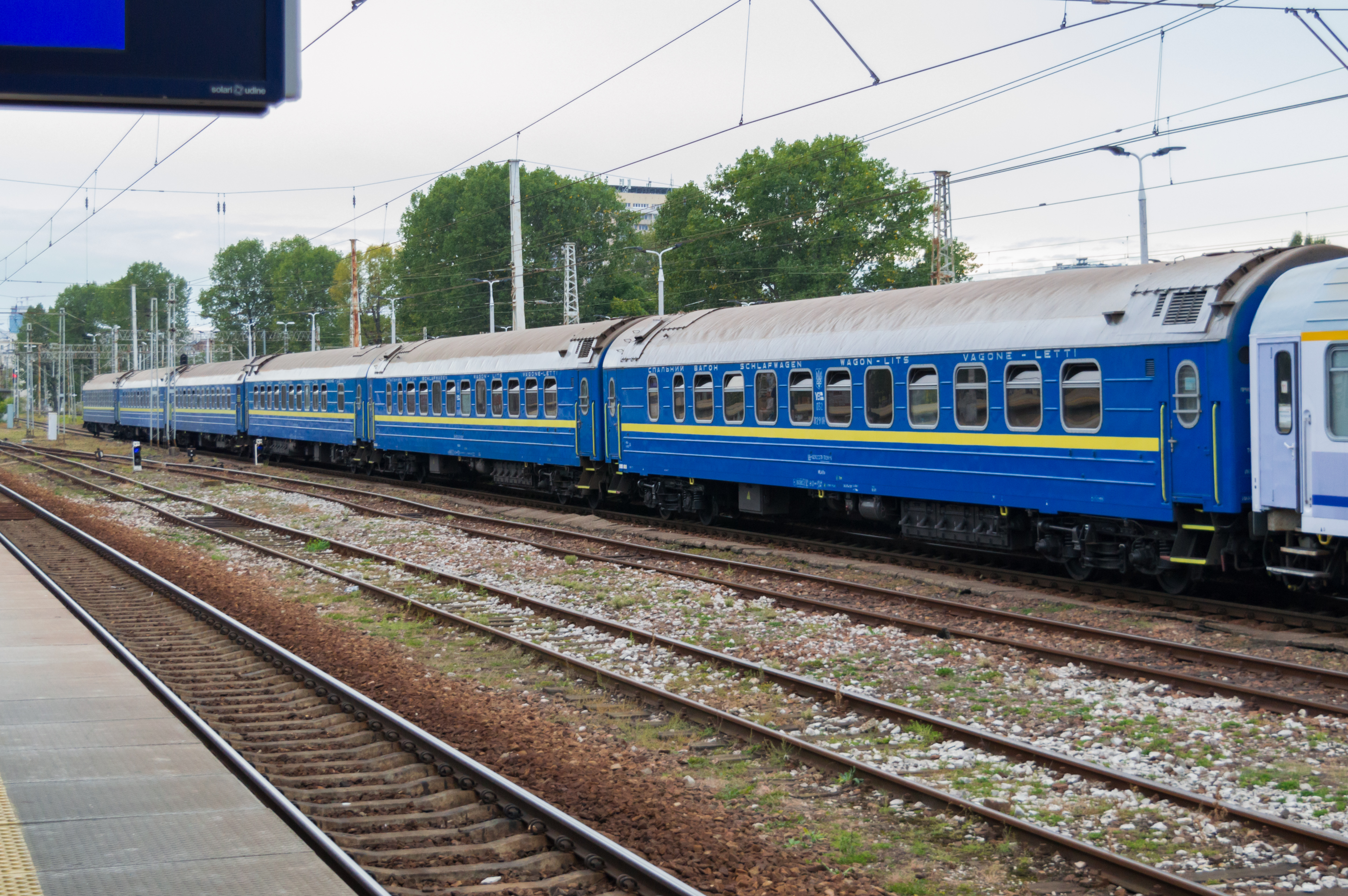
Wagony sypialne Kolei Ukraińskich w składzie Kyiv-Express

Kyiv-Express – międzynarodowy pociąg pasażerski kursujący między Warszawą a Kijowem w Ukrainie (stacje Warszawa Wschodnia – Kijów Pasażerski). Prowadzą go współpracujący ze sobą przewoźnicy PKP Intercity i Ukrzaliznycia. 
Według rocznego rozkładu jazdy 2023/2024 pociąg kursował pod numerami: międzynarodowymi 67/68 oraz krajowymi 12010/1 i 21010/1. W skład całej trasy pociągu wchodzi 6 ukraińskich wagonów sypialnych (seria WLABm). W relacji krajowej (odcinek Warszawa Wschodnia - Dorohusk) pociąg dodatkowo prowadzi 7 ogólnodostępnych wagonów z miejscami siedzącymi - sześć 2. klasy oraz jeden 1. klasy. 
Dawniej pociąg prowadził w wybrane dni także wagony do Symferopola, Charkowa, Doniecka, Dniepru, Odessy i Astany. 
W latach 2019/2020 i 2020/2021, z powodu pandemii SARS-COV-2 pociąg kursował jedynie na odcinku krajowym (Warszawa Wschodnia - Chełm). Przywrócenie relacji międzynarodowej nastąpiło w końcu 2021 roku.